# Цукрова квітка
«Цукрова квітка» (ісп. Flor de Azúcar) — домініканський драматичний фільм, знятий Фернандо Баесом Мелья за оповіданням «Реінкарнація святвечора Мендози» Хуана Босха. Прем'єра стрічки в Домініканській Республіці відбулась 28 липня 2016 року. Фільм розповідає про молодого селянина, який змушений тікати через ненавмисне вбивство охоронця-грубіяна.
Фільм був висунутий Домініканською Республікою на премію «Оскар» за найкращий фільм іноземною мовою.

## У ролях
- Ектор Анібал — Семюел
- Франциско Круз — Фелікс
- Аріана Леброн — Елена
- Маріо Леброн — Артуро Альберто